# Wydawnictwo Astrum
Wydawnictwo Astrum – polskie wydawnictwo, z siedzibą we Wrocławiu.
Wydawnictwo zostało założone w 1990 roku we Wrocławiu przez Jolantę i Lecha Tkaczyków, którzy zarządzają firmą do dziś. Do końca maja 2007 ukazało się ponad 600 tytułów. Publikacje dzielą się na trzy główne obszary:
- prace o charakterze edukacyjnym z zakresu zarządzania oraz szeroko pojętej psychologii i komunikacji międzyludzkiej, przeznaczone zarówno dla studentów, jak i praktyków biznesu; są one wydawane głównie w serii wydawniczej Kreatywność,
- książki popularnonaukowe, ukierunkowane na zdrowe żywienie i dbałość o ekologiczny styl życia,
- książki o tematyce ezoterycznej, związanej z parapsychologią, radiestezją, różdżkarstwem, feng shui i New Age (to właśnie dzięki książkom ezoterycznym oficyna osiągnęła ogromny sukces wydawniczy i finansowy, i z czasem poszerzyła swoją ofertę o kolejne działy tematyczne),
- wydania albumowe, bajki dla dzieci, poezja i beletrystyka,
- seria Cywilizacje, w ramach której ukazały się Historia filozofii w pigułce Moniki Kierepko i Mity Greków i Rzymian Alicji Wach-Brzezińskiej,
- słowniki, poradniki językowe, rozmówki.